# Герой Косова
Герой Косова (алб. Urdhri Hero i Kosovës) — официальный орден Республики Косово, жалуемый президентом страны.

## Описание
Ордена удостаиваются историческим деятелям Косово, начиная с Призренской лиги, а также гражданам Косово, «внесшим вклад в свободу и независимость страны». На золотой медали изображён портрет Скандербега.
Обычно награждение производит президент Косово, хотя это могут сделать также председателя парламента, премьер-министр, верховный судья, главного прокурора Косово, министр, начальник генерального штаба, президент муниципального собрания и президент Академии наук и искусств.

## Известные награждённые
Неполный список удостоенных данного звания:
- Беким Бериша
- Иса Болетини
- Адем Демачи
- Бахри Фазлиу
- Адем Яшари
- Хамез Яшари
- Захир Паязити
- Шабан Поллужа
- Агим Рамадани
- Ибрагим Ругова
- Идриз Сефери
- Шемси Ахмети